# Seymour Lubetzky
Seymour Lubetzky (28. dubna 1898 Zelva – 5. dubna 2003 Los Angeles) byl americký pedagog, spisovatel, knihovník a katalogizační teoretik. Ve Spojených státech amerických se významně podílel na rozvoji knihovních systémů.

## Život
Seymour Lubetzky, původním jménem Shmaryahu Lubetzky, se narodil v polské Zelvě nacházející se na území dnešního Běloruska. Vyučoval na základních a středních školách, hovořil plynně 6 jazyky. V roce 1927 před sovětskými politickými změnami emigroval do Spojených států amerických, kde v roce 1932 na Kalifornské univerzitě v Berkeley získal magisterský titul z německé literatury a poté vystudoval i knihovnickou školu.
Stal se katalogizátorem na UCLA, kde působil mezi lety 1936 a 1942. V roce 1942 byl najat Kongresovou knihovnou na pozici konzultanta. Po šesti měsících byl přijat na plný úvazek na pozici vedoucího Oddělení údržby katalogů. Během Mezinárodní konference o principech katalogizace v Paříži roku 1961 představil nový způsob katalogizace, který zpracoval během práce v Oddělení údržby katalogů. Mnoho knihovníků poté tyto standardy převzalo.
V letech 1960–1969 byl profesorem na UCLA School of Education and Information Studies, odkud v roce 1968 odešel do starobního důchodu. I v důchodovém věku zůstal stále aktivní v katalogizační sféře. V březnu 2003 byl hospitalizován v UCLA Medical Center se zápalem plic a na začátku dubna zemřel na selhání srdce.

## Návrhy na změnu katalogizačních pravidel
Seymour Lubetzky v roce 1949 sepsal Cataloging Rules and Principles: A Critique of the ALA Rules for Entry and a Proposed Design for the Revision (Pravidla a principy katalogizace: Kritika pravidel ALA pro vstup a navrhovaný návrh revize), ve kterých popsal nedostatky ve stávajících pravidlech pro vstup, dále vysvětlil potřebu vytvoření souboru principů pro postavení vylepšených kódů.
První návrh zprávy týkající se analýzy pravidel ALA (Americká knihovnická asociace) Seymoura Lubetzkyho byl vydán v květnu 1952. Následně byl prověřován zaměstnanci Knihovny Kongresu, členy Rady pro výzkum a vývoj, knihovnickými konzultanty a katalogizátory. Připomínky k němu byly zpracovány do druhého návrhu, který vyšel v roce 1953. Třetí návrh byl zveřejněn pro odbornou veřejnost jak ve Spojených státech amerických, tak i v zahraničí.

### Pravidla
- První pravidlo „Obecné dílo“: „Uveďte dílo pod jménem jeho autora, ať už osobního nebo firemního“
  - Problém: Toto pravidlo vylučuje díla neznámých autorů a kolektivně psaná díla.
- Druhé pravidlo „Individuální autor, díla jednoho autora“: „Uveďte dílo pod jménem jeho autora, je-li známo, bez ohledu na to, zda se jeho jméno v publikaci objevuje či nikoli“
  - Problém: Toto pravidlo neříká, pod jakým jménem má být autor zapsán, pokud používá více jmen, jako například pseudonymy.
- Třetí pravidlo „Společní autoři“: „Uveďte dílo pod jménem autora uvedeného na titulní straně“ a „Uveďte dílo pod jménem autora, který je hlavním odpovědným autorem za dílo“
  - Problém: V případě děl připravených ve spolupráci více autorů není jednoznačně dané, který spolupracovník bude uveden jako autor.
- Původní pravidlo institucí jako autorů: „Uveďte akademie, sdružení, ústavy, univerzity, společnosti, knihovny, galerie, muzea a církve, které mají individuální názvy, podle jejich firemního jména" - Výjimky:
  - „Uveďte královské akademie v Berlíně, Gottingenu, Lipsku, Lisabonu, … a Institut v Paříži pod těmito městy“
  - „Uveďte londýnské cechy pod názvem živnosti“
  - „Uveďte orgány, jejichž zákonné jméno začíná slovy jako Představenstvo, Korporace, Správci“
  - „Uveďte rytířské řády pod významným slovem anglického titulu“
  - „Uveďte americké historické a zemědělské společnosti pod názvem státu“[6]

Lubetzky a návrhy změn v katalogizačních pravidlech.
Zavrhoval používání anglo-amerického katalogizačního kodexu. Pravidla do něj byla totiž přidávána na základě jednotlivých případů formou Ad hoc, čímž vznikalo mnoho nesrovnalostí a nadbytečností.
Navrhoval zavedení jednodušších katalogizačních pravidel, která budou založena na základních principech. Tato soudržná pravidla a principy katalogizace by se vztahovaly na všechny typy institucí namísto specifických pravidel pro určité instituce. Záměrem bylo zjednodušit katalogizaci a následné vyhledávání. Změny vstoupily celosvětově v platnost v 60. letech 20. století.

## Ocenění
Seymour Lubetzky získal v roce 2002 čestné členství Americké knihovnické asociace (ALA), které může být uděleno žijícímu občanovi kterékoli země, který mimořádně prospěl knihovnickému či jinému blízkému oboru a má zásadní dopad na rozvoj oboru knihovních služeb.